# Lucca Sicula

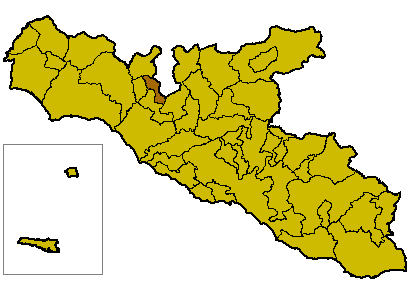
Ubicació de Lucca Sicula dins de la província

Lucca Sicula (sicilià Lucca Sìcula) és un municipi italià, dins de la província d'Agrigent. L'any 2008 tenia 1.939 habitants. Limita amb els municipis de Bivona, Burgio, Calamonaci, Palazzo Adriano (PA) i Villafranca Sicula.

## Administració
| Període | Identitat         | Partit        |
| ------- | ----------------- | ------------- |
| 2008-   | Salvatore Dangelo | Llista cívica |